# Місяць (фільм)
«Мі́сяць» (англ. Moon) — британський науково-фантастичний фільм 2009 року, повнометражний режисерський дебют Данкана Джонса, сина Девіда Бові. Головну (і фактично єдину) роль у фільмі виконав Сем Роквелл. Велике значення для образного ладу кінострічки має оригінальна музика Клінта Менселла.
Фільм розповідає про те, як головний герой Сем працює на місячній станції, де він єдиний робітник. Наприкінці своєї зміни Сем випадково потрапляє в аварію і вважається загиблим. Тоді виявляється, що насправді він клон, який за задумом керівництва не більше, ніж витратний матеріал, запрограмований померти й бути заміненим наступним клоном. На станції таким чином опиняється двоє Семів і вони вирішують будь-що дістатися на Землю.
Світова прем'єра стрічки відбулася 23 січня 2009 року на кінофестивалі «Санденс».
Фільм отримав численні нагороди кінокритиків і кінофестивалів, був номінований на премію BAFTA як найкращий британський фільм, а також отримав премію Г'юго за найкращу драматичну презентацію в 2010 році.

## Сюжет
У майбутньому на Місяці підприємство Lunar Industries утримує станцію «Саран» для видобутку гелію-3. На станції є лише один працівник, Семюел (Сем) Белл, чия трирічна зміна закінчиться через два тижні. Зв'язок із Землею уривчастий і Сем лише іноді шле повідомлення для дружини Тесс, яка була вагітна їхньою донькою Ів на початку зміни. Через трирічну самотність Сем розмовляє сам із собою та бачить галюцинації з дівчинкою-підлітком і розпатланим чоловіком. Через одну з таких галюцинацій він втрачає керування гарвастером.
Сем отямлюється в лазареті бази, не пам'ятаючи про аварію. Він випадково чує, як штучний інтелект GERTY спілкується з керівництвом Lunar Industries, попри офіційну відсутність зв'язку. Lunar Industries наказує Сему залишатися на базі та каже, що команда рятувальників прибуде для ремонту гарвастера. Сем підозрює, що від нього щось приховують, і імітує влучання метеорита, щоб GERTY випустив його з бази для ремонту. Він прямує до гарвастера та знаходить свого непритомного двійника, якого забирає на базу. GERTY повідомляє, що вони обоє клони. В кінці кожної зміни один клон повинен загинути, а інший починає роботу. Їхні спогади про дружину та доньку фальшиві.
Двоє Семів обшукують територію навколо бази та знаходять генератор перешкод зв'язку. GERTY допомагає отримати журнали діяльності попередніх клонів, які гинули через хвороби, коли вичерпувався термін їхньої служби. Старший Сем виїжджає за межу дії генератора перешкод і намагається зателефонувати Тесс на Землю. Натомість він контактує з Ів, якій зараз 15 років. Вона каже, що Тесс померла багато років тому. Сем кладе слухавку, коли Ів повідомляє своєму справжньому батькові на Землі, що хтось телефонує щодо Тесс. Повернувшись, старший Сем починає проявляти ті ж симптоми погіршення здоров'я, що й попередні клони: кровотеча з рота, випадіння зубів і волосся.
Семи розуміють, що якщо керівництво дізнається про їхнє одночасне існування, то вб'є їх обох. Молодший Сем переконує GERTY розбудити ще одного клона, плануючи залишити його замість себе у розбитому гарвастері, а старшого Сема відправити на Землю з вантажем гелію-3. Однак старший Сем розуміє, що все одно не проживе довго, бо клони запрограмовані помирати через три роки. Оскільки стан його здоров'я погіршується, старший Сем пропонує, щоб утік молодший двійник.
Слідуючи пораді GERTY, новий Сем перезавантажує штучний інтелект, аби стерти записи подій. Молодший Сем програмує гарвастер на зіткнення з генератором перешкод і кладе туди старшого двійника. Він бере з собою балончик з гелієм-3 і сідає в автоматичний космічний корабель, який прилетів забрати вантаж, видобутий впродовж зміни. Старший Сем спостерігає за його відльотом.
Команда рятувальників, яка прибула для ремонту гарвастера, знаходить мертвого клона у транспорті та нового клона, що прокинувся на станції та готовий до своєї зміни. Наприкінці звучать новини про те, що акції Lunar Industries впали після заяви Сема про експлуатацію клонів на Місяці.

## У ролях
- Сем Роквелл — Сем Белл
- Кевін Спейсі (голос) — ҐЕРТІ, комп'ютер
- Домінік МакЕлліґот — Тесс Белл, дружина Сема
- Кая Скоделаріо — Ів Белл, донька Сема
- Бенедикт Вонг — Томпсон
- Метт Беррі — Овермейєрс

## Нагороди
Загалом стрічка отримала 19 нагород, зокрема:
- Каталонський міжнародний кінофестиваль (2009)
  - Найкращий фільм
  - Найкращий сценарій
  - Найкращий актор
  - Найкращий виробничий дизайн
- Міжнародний кінофестиваль у Сієтлі (2009)
  - Нагорода «Золоте вушко голки» у категорії «Найкращий актор» (Сем Роквелл)
- Нагороди спільноти кінокритиків Фенікса (2009)
  - Нагорода у категорії «Фільм, вартий уваги»
- Національна рада кінокритиків США (2009)
  - Нагорода «Світло прожектора» (Данкан Джонс)
- Единбурзький міжнародний кінофестиваль (2009)
  - Нагорода у категорії «Найкращий новий британський фільм»
- Міжнародний кінофестиваль в Атенах (2009)
  - Нагорода «Золота Атена»
- Міжнародний кінофестиваль в Еспоо (2009)
  - Гран-прі за найкращий європейський фільм у жанрі фентезі
- Нагороди Британської академії телебачення і кіномистецтва (2009)
  - Нагорода у категорії «Видатний дебют британського сценариста, режисера або продюсера» (режисер Данкан Джонс)

## Номінації
Загалом стрічка отримала 16 номінацій, зокрема:
- Асоціація кінокритиків Остіна (2009)
  - Нагорода у категорії «Найкращий фільм»
- Нагороди Британської академії телебачення і кіномистецтва (2009)
  - Нагорода у категорії «Видатний британський фільм»

## Сприйняття
«Місяць» був добре сприйнятий критиками. На агрегаторі рецензій Rotten Tomatoes 90 % відгуків позитивні з середньою оцінкою 7,5/10. Середньозважена оцінка на Metacritic складає 67 зі 100, вказуючи на «загалом схвальні» рецензії.
Деймон Вайз із The Times похвалив «продуману» режисуру Джонса та «зворушливу» гру Роквелла. Вайз написав про підхід фільму до жанру наукової фантастики: «Хоча він використовує вражаючі науково-фантастичні атрибути, щоб розповісти свою історію — казкові моделі та місячні пейзажі впізнавані в стилі ретро, але напрочуд реальні — це фільм про те, що означає бути людиною».
Двейн Бердж із The Hollywood Reporter схвалив «гострий [та] індивідуалістичний» діалог сценариста Натана Паркера та спосіб, у який Паркер поєднав наукову фантастику та теми Великого Брата. Бердж також вважав, що робота оператора Гері Шоу та музика композитора Клінта Менселла посилили драму. Бердж писав: «Тим не менш, „Місяць“ затьмарений своїми власними перевагами: білий, клаустрофобний вигляд влучний і екстравагантний, але відсутність фізичної дії виснажує зміст сюжету». Критик зауважив, що головному героєві бракує зухвалості для фінального протистояння.
Журнал «Rolling Stone» поставив фільм на 23 місце в списку 40 найкращих науково-фантастичних фільмів XXI століття. База даних журналу «Trends in Cognitive Sciences» під назвою Cognitive Science Movie Index присудила фільму «Місяць» п'яте місце в списку якості «розумних фільмів про науку», дев'яте місце за точністю та третє за відповідністю.

## Цікаві факти
- Зйомки фільму проходили в англійській студії «Шеппертон» і були завершені за 33 дні
- У фільмі багато об'єктів не є комп'ютерними моделями, а створені у вигляді макетів (місячна станція, збиральні машини і т. д.). Джонс і його команда не мали грошей навіть на радіокеровані моделі, вони в прямому сенсі возили свої місяцеходи за мотузочку. Волосінь потім довелося ретушувати на комп'ютері[10]
- Пісня, яка грає у Сема на будильнику — це сингл 1991 року британського виконавця Чесні Гоукса «The One and Only(інші мови)»
- Назва «Саран» у перекладі з корейської (кор. 사랑) означає «Любов»[11]
- Задля розваги головний герой дивиться чорно-білий комедійний серіал «Моя дружина мене причарувала»
- За сюжетом, база розташована на зворотному боці Місяця, однак в одній зі сцен Сем милується виглядом Землі з місяцеходу. Малоймовірно, що він зміг проїхати на місяцеході відстань, достатню, щоб побачити Землю в такому ракурсі
- Під час роботи збиральні машини видавали гудіння, хоча при відсутності атмосфери його не могло виникнути